# 戈勒姆 (緬因州普查規定居民點)
戈勒姆（英語：Gorham）是位於美國緬因州坎伯蘭縣的一個普查規定居民點。

## 人口
根據2020年美國人口普查的數據，戈勒姆的面積為19.88平方千米，當中陸地面積為19.83平方千米，而水域面積為0.05平方千米。當地共有人口7469人，而人口密度為每平方千米375.7人。